# Hexatoma (Eriocera) ishigakiensis
Hexatoma (Eriocera) ishigakiensis is een tweevleugelige uit de familie steltmuggen (Limoniidae). De soort komt voor in het Oriëntaals gebied.